# Roland TR-909
La Roland TR-909 (Rhythm Composer) est un instrument électronique de la famille des boîte à rythmes créé en 1984 par la société japonaise Roland Corporation.

## Histoire
La Roland TR-909 est créée par les ingénieurs Tadao Kikumoto (également créateur de la Bass Line TB-303), Oue (modules de son) et Atsushi Hoshiai (système d'exploitation). Il s'agit d'un instrument technologiquement hybride grâce auquel certains sons sont générés par des circuits analogiques (grosse caisse, caisse claire, toms, clap et rimshot) tandis que les cymbales et les charlestons sont des échantillons (résolution 6 bits à 18 kHz), de véritables percussions stockées (compressées) et lues par des circuits numériques. Les modes de synchronisation couvrent également plusieurs technologies. La TR-909 possède trois connexions MIDI (une entrée et deux sorties) et une entrée DIN sync 24 compatible avec le matériel ancien de la marque. Les motifs rythmiques sont programmés et joués par un séquenceur via un clavier avec diodes qui matérialise 16 pas, une méthode d'édition déjà utilisée sur les TR-808 et TR-606. On peut ajouter un accent paramétrable (commun ou individuel) ainsi qu'une syncope (shuffle) et un roulement (flam). Une piste du séquenceur est réservée à un instrument externe pilotable par MIDI.
La TR-909 est considérée comme un échec commercial (environ 10 000 exemplaires fabriqués), elle est très vite retirée du marché. Les boîtes à rythmes américaines concurrentes (les modèles de Roger Linn, d'Oberheim ou de Sequential Circuits) possèdent des sonorités plus naturelles et peuvent déjà incorporer des banques de sons supplémentaires, voire la possibilité de créer de nouveaux échantillons. Les grands studios les adoptent rapidement. La TR-909 sera la dernière boîte à rythmes Roland comportant des circuits analogiques, les premiers modèles numériques sortent dès 1985. La TR-626 termine la série TR en 1987.
La TR-909 connaît une seconde vie à partir des années 1990. Elle devient une source sonore de référence pour de nombreux styles de musiques électroniques (notamment house, dance et techno), Peu fortunés, les premiers producteurs de musiques électroniques trouvent d'occasion des machines laissées pour compte, certaines d'entre elles possèdent des qualités cachées ou simplement ignorées pendant leur commercialisation. Tout comme la TR-808, la 909 possède son propre caractère. Ses sonorités analogiques et numériques sont très reconnaissables, elles sont dynamiques et efficaces. Le son de grosse caisse est susceptible de descendre à de très basses fréquences, le « clap » (particulièrement réussi) et les charlestons filtrés et retravaillés offrent une très grande palette de sons percussifs. Le séquenceur, direct et très musical, donne un aspect vivant à toute composition, un « swing » qui sera la marque rythmique des premiers titres house et techno. De nombreuses transformations permettent d'étendre les possibilités sonores de la TR-909, durée de la grosse caisse, accordage des charlestons ou du rimshot, distorsion.
Sa popularité conduit des constructeurs (Jomox, Novation) à la cloner, la copier ou bien l'imiter de manière logicielle (exemple: Rebirth338 de Propellerhead Software). En 2016, Roland met en vente la TR-09 une version augmentée modélisant la TR-909.

## Caractéristiques techniques
- 11 sons modifiables (niveau, accord, durée, attaque, suivant la section et le type de synthèse)
- 96 motifs de rythmes
- 4 chaînages différents
- 896 mesures maximum
- Interface pour cartouche mémoire M64C optionnelle
- Interface cassette pour la sauvegarde des données
- Synchronisation externe (prise DIN à cinq broches, uniquement en entrée), synchro MIDI
- Fonctions « Shuffle », « Flam » et « Accent »
- Prises MIDI (une entrée et deux sorties), sortie audio stéréo, sorties audio séparées, prise Start/Stop et triggers
- 486 × 105 × 300 mm, 4,5 kg, 9 550 F (en 1984)

## Utilisateurs notables
Les artistes ou groupes utilisant, ou ayant utilisé la Roland TR-909 incluent : 808 State, Aphex Twin,, Arnaud Rebotini, Jeff Mills,, Daft Punk,, Boys Noize, Étienne de Crécy, Jonny Greenwood (du groupe Radiohead), Alec Empire, Modeselektor, Vince Watson, Skinny Puppy, Phil Collins.

## Instruments apparentés
- Novation Drumstation, rack avec modélisation des TR-808 et 909 ;
- JoMoX XBase09, boite à rythmes temps réelle proche de la TR-909 ;
- 9090, clone en kit reproduisant les mêmes circuits que l'originale ;
- Roland TR-09 Rythm Composer (modélisation de la TR-909, sortie fin 2016).